# 鄺志堅
鄺志堅（1958年2月15日—），前任香港立法會議員（功能界別勞工界），最低工資委員會委員，香港工會聯合會法律顧問、香港政策研究所董事及香港青年政策研究所顧問，畢業於香港中文大學崇基學院社會學系。

## 簡介
2005年，鄺志堅曾表示，考慮組織以基層立場為主，但政治立場不明的「工黨」，並打算邀請泛民主派及工會背景的立法會議員劉千石共同組織，事後不了了之。
2010年，鄺志堅對外宣佈將會於年底退出工聯會，改為自組顧問公司培訓政治人才。